# Konón (csillagász)
Konón (i. e. 3. század) görög csillagász
Szamosz szigetéről származott, i. e. 260 körül élt előbb Itáliában, később Alexandriában, ahol udvari csillagász lett. Ő vette fel Bereniké haját a csillagképek közé. Erről Catullus ír egy költeményében.
Papposz szerint az Arkhimédészi spirált Konón fedezte fel. Pergai Apollóniosz állítása szerint Konón dolgozott a kúpszeletekkel, és az ő munkáján alapul Apollóniosz „Kúpelemek" (Konika) című művének negyedik könyve.